# めんそーれ (パチスロ)
めんそーれ（めんそーれ30）はエマが2004年3月8日に発売したパチスロ機。保通協における形式名は「メンソーレ」または「メンソーレ-30」。
2018年1月に入り､台湾の電子遊技場市場向けとして本機が新台として再販され､同時に｢台湾バージョン｣と謳われる仕様の基盤が販売された｡

## 特徴
- Aタイプのストック機。
- 30パイ、25パイの両方がある。
- パネルの種類が10種類とパチスロ歴代最多。（めんそーれ赤・青、かなさん赤・青、GOD、雷、ビスカス夫人、泡盛、雷電、復刻めんそーれ赤）
- リール右にドット画面があり、ボーナスに当選すると画面上にハイビスカスが写り、完全告知する。告知タイミングはメダル投入時、レバー操作時、リール始動時、第1停止時の4種類があり、『イミソーレ30』よりは少ない。ハイビスカスが左向きでビッグボーナスが確定する。
- 25パイはノイズ予告と呼ばれるボーナス告知があり、ドット画面にノイズが発生すれば5ゲーム以内にボーナスが確定する。
- クラッシュリーチと呼ばれる演出があり、爆連モード（スーパーモード）に移行した場合、ボーナス終了後5ゲーム以内にリールがフリーズし、ドットに流星が出現し、サイレンが鳴る。これは後継機の『イミソーレ30』にも存在する。
- ビッグボーナス中のリプレイはずし等の技術介入要素がなく、当時にしては斬新な仕様であった。

## モード
- 通常モード:全設定共通。最大天井1536G。約60%は255G以内に放出される。
- ハマリモード:全設定共通。最大天井1537G。1408G以降にしかRT振り分けが存在しない。
- 連チャンモード:全設定共通。最大天井32ゲーム。約50%以上でループする。
- スーパーモード:全設定共通。最大天井5ゲーム。85%でループ、スーパーモード中はBR比率が8：2に。

ボーナスを揃えることのできるゲーム数はRTゲーム数＋1G。最大天井は1537G。
連チャンモードは33Gまで。スーパーモードは5Gまで。

## 告知

### タイミング
告知は次のタイミングで発生する。
- レバーオン時
- リール回転時（ウェイトが切れた時）
- 第1リール停止時
- ベット時、メダル投入時

### 告知タイミング振り分け
- レバー操作時　75.0%
- リール回転時　12.25%
- 第1リール停止時　12.25%

※規定RT消化1G前はコイン投入時の1/6で告知が発生

### 演出パターン
リール左上のランプと右ドットパネルでボーナスを告知。これにいくつかのパターンが組み合わされることがある。
右ドットパネルのハイビスカスが左向きの場合はビッグボーナス確定。右向きならBR共通。(BIG放出時の2/3で左向きに。右向き時のBIG期待度33.3%)
- サイレント

レバーオン時
- 消灯

BET時やリール始動時
- ピピピ

レバーオン時
- 押しドン

第一リール停止時。消灯を伴う。
- 波の音

リール始動時に波の音、消灯を伴う。右咲きでもBIG確定。
- クラッシュ

レバーオン時にリールがフリーズしドットパネルに星が流れる。リール始動と同時に華が咲く。スーパーモード確定

## ボーナス確率・機械割
| 設定 | BIG   | REG   | 機械割 |
| ---- | ----- | ----- | ------ |
| 1    | 1/294 | 1/478 | 95.0%  |
| 2    | 1/284 | 1/461 | 98.3%  |
| 3    | 1/270 | 1/440 | 100.2% |
| 4    | 1/257 | 1/418 | 104.0% |
| 5    | 1/243 | 1/396 | 107.8% |
| 6    | 1/225 | 1/368 | 113.0% |